# Lestes undulatus
Lestes undulatus är en trollsländeart som beskrevs av Thomas Say 1839. Lestes undulatus ingår i släktet Lestes och familjen glansflicksländor. IUCN kategoriserar arten globalt som livskraftig. Inga underarter finns listade i Catalogue of Life.